# Paul Cuffe Farm
Als Paul Cuffe Farm (auch Paul Cuffe’s Farm) wurde 1974 ein Bauernhof auf dem Stadtgebiet von Westport im Bundesstaat Massachusetts der Vereinigten Staaten mit dem Status einer National Historic Landmark in das National Register of Historic Places eingetragen. Der gültige Eintrag besteht bis heute, obwohl noch im selben Jahr bekannt wurde, dass die Gebäude dem Namensgeber Paul Cuffe nie gehörten.

## Historische Bedeutung
Die Farm wurde irrtümlich dem afroamerikanischen Farmer, Walfänger und Abolitionisten Paul Cuffe (1759–1817) zugeschrieben. Dieser wohnte jedoch tatsächlich sechs Hausnummern weiter in einem Gebäude, das 1974 abgerissen wurde. Der National Park Service schob den Irrtum auf die Non-Profit-Organisation Afro-American Bicentennial Corporation, der die Recherche und Antragstellung übertragen worden waren. Sie wiederum stützte ihre Aussage auf Interviews mit einem früheren Bewohner des in das Register eingetragenen Hauses. Zudem sei die Recherche zu diesem Thema an externe Berater weitervergeben worden, die überzeugende Beweise vorgelegt hätten.
Im Jahr 2019 veröffentlichte die Westport Historical Society dazu eigene Erkenntnisse, nach denen der Ort des tatsächlichen Wohnhauses von Paul Cuffe rund 450 m nördlich der in das NRHP eingetragenen Farm liegt. Damit wurde bestätigt, dass der Eintrag im NRHP falsch ist.